# Shiori Miyake
Shiori Miyake (født 13. oktober 1995) er en japansk fodboldspiller. Hun er medlem af Japans kvindefodboldlandshold.

## Japans fodboldlandshold
| Japans landshold | Japans landshold | Japans landshold |
| År               | Kmp              | Mål              |
| ---------------- | ---------------- | ---------------- |
| 2013             | 1                | 0                |
| 2014             | 0                | 0                |
| 2015             | 0                | 0                |
| 2016             | 0                | 0                |
| 2017             | 5                | 0                |
| 2018             | 11               | 0                |
| Total            | 17               | 0                |